# Collegio di North West Cambridgeshire
North West Cambridgeshire è un collegio elettorale situato nel Cambridgeshire, nell'Est dell'Inghilterra, e rappresentato alla Camera dei comuni del Parlamento del Regno Unito. Elegge un membro del parlamento con il sistema first-past-the-post, ossia maggioritario a turno unico; l'attuale parlamentare è Sam Carling del Partito Laburista, che rappresenta il collegio dal 2024.

## Estensione

North West Cambridgeshire dal 2010 al 2024

- 1997-2010: i ward del distretto di Huntingdonshire di Bury, Earith, Elton, Farcet, Ramsey, Sawtry, Somersham, Stilton, Upwood and the Raveleys, Warboys e Yaxley, e i ward della Città di Peterborough di Barnack, Fletton, Glinton, Northborough, Orton Longueville, Orton Waterville, Stanground e Wittering.
- 2010-2024: i ward del distretto di Huntingdonshire di Earith, Ellington, Elton and Folksworth, Ramsey, Sawtry, Somersham, Stilton, Upwood and the Raveleys, Warboys and Bury e Yaxley and Farcet, e i ward della città di Peterborough di Barnack, Fletton, Glinton and Wittering, Northborough, Orton Longueville, Orton Waterville, Orton with Hampton, Stanground Central e Stanground East.
- dal 2024: i ward del distretto di Huntingdonshire di Ramsey, Stilton, Folksworth and Washingley e Yaxley, e i ward della città di Peterborough di Barnack, Fletton and Stanground, Fletton and Woodston, Glinton and Caster, Hargate and Hempstead, Hampton Vale, Orton Longueville, Orton Waterville, Stanground South e Wittering.[1]

Il collegio fu creato nel 1997 da parti del collegio di Peterborough e Huntingdon. 

## Membri del parlamento
| Elezione | Elezione      | Deputato        | Partito      |
| -------- | ------------- | --------------- | ------------ |
|          | 1997          | Brian Mawhinney | Conservatore |
| 2005     | Shailesh Vara |                 | Conservatore |
|          | 2024          | Sam Carling     | Laburista    |

## Elezioni

### Elezioni negli anni 2020
| Partito                    | Partito                                           | Candidato                  | Risultati 4 luglio 2024 | Risultati 4 luglio 2024 |
| Partito                    | Partito                                           | Candidato                  | Voti                    | %                       |
| -------------------------- | ------------------------------------------------- | -------------------------- | ----------------------- | ----------------------- |
|                            | Laburista                                         | Sam Carling                | 14 785                  | 33,28                   |
|                            | Conservatore                                      | Shailesh Vara              | 14 746                  | 33,19                   |
|                            | Reform UK                                         | James Sidlow               | 8 741                   | 19,68                   |
|                            | Lib Dem                                           | Bridget Smith              | 3 192                   | 7,19                    |
|                            | Verdi                                             | Elliot Tong                | 2 960                   | 6,66                    |
|                            |                                                   |                            |                         |                         |
| Iscritti                   | Iscritti                                          | Iscritti                   | 75 915                  | 100,00                  |
| ↳ Votanti (% su iscritti)  | ↳ Votanti (% su iscritti)                         | ↳ Votanti (% su iscritti)  | 44 424                  | 58,52                   |
| ↳ Astenuti (% su iscritti) | ↳ Astenuti (% su iscritti)                        | ↳ Astenuti (% su iscritti) | 31 491                  | 41,48                   |
|                            |                                                   |                            |                         |                         |
|                            | Esito: collegio passa da Conservatore a Laburista |                            |                         |                         |

### Elezioni negli anni 2010
| Partito                    | Partito                                   | Candidato                  | Risultati 12 dicembre 2019 | Risultati 12 dicembre 2019 |
| Partito                    | Partito                                   | Candidato                  | Voti                       | %                          |
| -------------------------- | ----------------------------------------- | -------------------------- | -------------------------- | -------------------------- |
|                            | Conservatore                              | Shailesh Vara              | 40 307                     | 62,46                      |
|                            | Laburista                                 | Cathy Cordiner-Achenbach   | 14 324                     | 22,20                      |
|                            | Lib Dem                                   | Bridget Smith              | 6 881                      | 10,66                      |
|                            | Verdi                                     | Nicola Day                 | 3 021                      | 4,68                       |
|                            |                                           |                            |                            |                            |
| Iscritti                   | Iscritti                                  | Iscritti                   | 94 909                     | 100,00                     |
| ↳ Votanti (% su iscritti)  | ↳ Votanti (% su iscritti)                 | ↳ Votanti (% su iscritti)  | 64 533                     | 67,99                      |
| ↳ Astenuti (% su iscritti) | ↳ Astenuti (% su iscritti)                | ↳ Astenuti (% su iscritti) | 30 376                     | 32,01                      |
|                            |                                           |                            |                            |                            |
|                            | Esito: collegio confermato a Conservatore |                            |                            |                            |

| Partito                    | Partito                                   | Candidato                  | Risultati 8 giugno 2017 | Risultati 8 giugno 2017 |
| Partito                    | Partito                                   | Candidato                  | Voti                    | %                       |
| -------------------------- | ----------------------------------------- | -------------------------- | ----------------------- | ----------------------- |
|                            | Conservatore                              | Shailesh Vara              | 37 529                  | 58,65                   |
|                            | Laburista                                 | Iain Ramsbottom            | 19 521                  | 30,51                   |
|                            | Lib Dem                                   | Bridget Smith              | 3 168                   | 4,95                    |
|                            | UKIP                                      | John Whitby                | 2 518                   | 3,93                    |
|                            | Verdi                                     | Greg Guthrie               | 1 255                   | 1,96                    |
|                            |                                           |                            |                         |                         |
| Iscritti                   | Iscritti                                  | Iscritti                   | 93 010                  | 100,00                  |
| ↳ Votanti (% su iscritti)  | ↳ Votanti (% su iscritti)                 | ↳ Votanti (% su iscritti)  | 63 991                  | 68,80                   |
| ↳ Astenuti (% su iscritti) | ↳ Astenuti (% su iscritti)                | ↳ Astenuti (% su iscritti) | 29 019                  | 31,20                   |
|                            |                                           |                            |                         |                         |
|                            | Esito: collegio confermato a Conservatore |                            |                         |                         |

| Partito                    | Partito                                   | Candidato                  | Risultati 7 maggio 2015 | Risultati 7 maggio 2015 |
| Partito                    | Partito                                   | Candidato                  | Voti                    | %                       |
| -------------------------- | ----------------------------------------- | -------------------------- | ----------------------- | ----------------------- |
|                            | Conservatore                              | Shailesh Vara              | 32 070                  | 52,49                   |
|                            | UKIP                                      | Peter Reeve                | 12 275                  | 20,09                   |
|                            | Laburista                                 | Nick Thulbourn             | 10 927                  | 17,88                   |
|                            | Lib Dem                                   | Nicholas Sandford          | 3 479                   | 5,69                    |
|                            | Verdi                                     | Nicola Day                 | 2 159                   | 3,53                    |
|                            | Popoli Cristiani                          | Fay Belham                 | 190                     | 0,31                    |
|                            |                                           |                            |                         |                         |
| Iscritti                   | Iscritti                                  | Iscritti                   | 91 741                  | 100,00                  |
| ↳ Votanti (% su iscritti)  | ↳ Votanti (% su iscritti)                 | ↳ Votanti (% su iscritti)  | 61 100                  | 66,60                   |
| ↳ Astenuti (% su iscritti) | ↳ Astenuti (% su iscritti)                | ↳ Astenuti (% su iscritti) | 30 641                  | 33,40                   |
|                            |                                           |                            |                         |                         |
|                            | Esito: collegio confermato a Conservatore |                            |                         |                         |

| Partito                    | Partito                                   | Candidato                  | Risultati 6 maggio 2010 | Risultati 6 maggio 2010 |
| Partito                    | Partito                                   | Candidato                  | Voti                    | %                       |
| -------------------------- | ----------------------------------------- | -------------------------- | ----------------------- | ----------------------- |
|                            | Conservatore                              | Shailesh Vara              | 29 425                  | 50,49                   |
|                            | Lib Dem                                   | Kevin Wilkins              | 12 748                  | 21,87                   |
|                            | Laburista                                 | Chris York                 | 9 877                   | 16,95                   |
|                            | UKIP                                      | Robert Brown               | 4 826                   | 8,28                    |
|                            | Democratici                               | Stephen Goldspink          | 1 407                   | 2,41                    |
|                            |                                           |                            |                         |                         |
| Iscritti                   | Iscritti                                  | Iscritti                   | 88 846                  | 100,00                  |
| ↳ Votanti (% su iscritti)  | ↳ Votanti (% su iscritti)                 | ↳ Votanti (% su iscritti)  | 58 283                  | 65,60                   |
| ↳ Astenuti (% su iscritti) | ↳ Astenuti (% su iscritti)                | ↳ Astenuti (% su iscritti) | 30 563                  | 34,40                   |
|                            |                                           |                            |                         |                         |
|                            | Esito: collegio confermato a Conservatore |                            |                         |                         |

### Elezioni negli anni 2000
| Partito                    | Partito                                   | Candidato                  | Risultati 5 maggio 2005 | Risultati 5 maggio 2005 |
| Partito                    | Partito                                   | Candidato                  | Voti                    | %                       |
| -------------------------- | ----------------------------------------- | -------------------------- | ----------------------- | ----------------------- |
|                            | Conservatore                              | Shailesh Vara              | 22 504                  | 45,84                   |
|                            | Laburista                                 | Ayfer Orhan                | 12 671                  | 25,81                   |
|                            | Lib Dem                                   | John Souter                | 11 232                  | 22,88                   |
|                            | UKIP                                      | Robert Brown               | 2 685                   | 5,47                    |
|                            |                                           |                            |                         |                         |
| Iscritti                   | Iscritti                                  | Iscritti                   | 79 694                  | 100,00                  |
| ↳ Votanti (% su iscritti)  | ↳ Votanti (% su iscritti)                 | ↳ Votanti (% su iscritti)  | 49 092                  | 61,60                   |
| ↳ Astenuti (% su iscritti) | ↳ Astenuti (% su iscritti)                | ↳ Astenuti (% su iscritti) | 30 602                  | 38,40                   |
|                            |                                           |                            |                         |                         |
|                            | Esito: collegio confermato a Conservatore |                            |                         |                         |

| Partito                    | Partito                                   | Candidato                  | Risultati 7 giugno 2001 | Risultati 7 giugno 2001 |
| Partito                    | Partito                                   | Candidato                  | Voti                    | %                       |
| -------------------------- | ----------------------------------------- | -------------------------- | ----------------------- | ----------------------- |
|                            | Conservatore                              | Brian Mawhinney            | 21 895                  | 49,81                   |
|                            | Laburista                                 | Anthea Cox                 | 13 794                  | 31,38                   |
|                            | Lib Dem                                   | Alastair Taylor            | 6 957                   | 15,83                   |
|                            | UKIP                                      | Barry Hudson               | 881                     | 2,00                    |
|                            | Indipendente                              | David Hall                 | 429                     | 0,98                    |
|                            |                                           |                            |                         |                         |
| Iscritti                   | Iscritti                                  | Iscritti                   | 71 241                  | 100,00                  |
| ↳ Votanti (% su iscritti)  | ↳ Votanti (% su iscritti)                 | ↳ Votanti (% su iscritti)  | 43 956                  | 61,70                   |
| ↳ Astenuti (% su iscritti) | ↳ Astenuti (% su iscritti)                | ↳ Astenuti (% su iscritti) | 27 285                  | 38,30                   |
|                            |                                           |                            |                         |                         |
|                            | Esito: collegio confermato a Conservatore |                            |                         |                         |

## Risultati dei referendum

### Referendum sulla permanenza del Regno Unito nell'Unione europea del 2016
|             | Collegio                  | Lasciare UE % | Rimanere in UE % |
| ----------- | ------------------------- | ------------- | ---------------- |
|             | North West Cambridgeshire | 56,9%         | 43,1%            |
| Inghilterra | 53,3%                     | 46,7%         |                  |
| Regno Unito | 51,9%                     | 48,1%         |                  |